# Compianto sul Cristo morto (Fra Bartolomeo)
Il Compianto sul Cristo morto (o Pietà di Pitti) è un dipinto a olio su tavola (158x199 cm) di Fra Bartolomeo, databile al 1511-1512 circa e conservato nella Galleria Palatina di Palazzo Pitti,  Firenze.

## Storia
L'opera proviene dalla distrutta chiesa di San Gallo a Firenze, dove decorava l'altare maggiore. Con l'ultimo restauro si rimosse un fondo scuro attorno alle figure in primo piano, riscoprendo le figure mutile dei due apostoli e confermando la pesante riduzione di grandezza della pala. Le misure riportate nell'inventario del 1667 dimostrano come a tale date la decurtazione fosse già stata effettuata. Prima della distruzione del monastero per l'Assedio di Firenze (1530), la pala finì nella chiesa di San Jacopo tra i Fossi, dove subì un'alluvione che ha lasciato tracce sulla superficie pittorica nel 1557.
Vasari ne attribuì il completamento a Giuliano Bugiardini, sbagliandosi però probabilmente con la Pietà destinata alla Certosa di Pavia ma ivi mai giunta, che era stata iniziata da Filippino Lippi e poi completata probabilmente da Fra Bartolomeo e dal Bugiardini. In occasione del restauro si è infatti appurato l'omogeneità della mano che ha dipinto la pala e se ne anticipata la datazione al 1511-1512, contro l'ipotesi tradizionale che la voleva del 1513-1514, dopo il viaggio a Roma.

## Descrizione
L'opera mostra un'evidente influenza del Compianto sul Cristo morto di Perugino, all'epoca in un'altra chiesa fiorentina e oggi nello stesso museo. Analoga è infatti la disposizione delle figure di Gesù, Maria e di colui che regge il corpo di Cristo, anche se Fra Bartolomeo ne accentuò la drammaticità. Ciò si evince soprattutto nella figura di Maria Maddalena, che abbraccia il piedi di Cristo piegandosi. Anche il paesaggio rimanda alla scuola umbra, con in lontananza il Golgota. Le forme solenni e classiche si dovettero ispirare all'esempio di Raffaello, mentre la ricchezza cromatica deriva da quanto ammirato durante un soggiorno a Venezia del 1508. Il disegno è al contempo sottile e plastico, cioè finissimo e capace lo stesso di restituire il senso del volume delle figure. La luce intensa fa stagliare infatti i personaggi, soprattutto la Maddalena, la cui manica bianca si accende di riflessi perlacei.
Gli apostoli che affiorano dietro sono san Pietro e forse Giacomo il maggiore.